# The Roommate
The Roommate (bra: Colega de Quarto) é um filme americano de 2011, um suspense dirigido por Christian E. Christiansen e estrelado por Leighton Meester, Minka Kelly, Danneel Harris, Matt Lanter, Cam Gigandet, Alyson Michalka e Katerina Graham. Foi lançado nos cinemas dos Estados Unidos em 4 de fevereiro de 2011.

## Sinopse
Sara (Minka Kelly) é uma estudante que acaba de chegar à Universidade e descobre que precisa dividir o quarto com Rebecca (Leighton Meester). Contudo, Rebecca passa a demonstrar arrogância a todos os outros que se aproximam de Sara.

## Elenco
- Leighton Meester como Rebecca Evans
- Minka Kelly como Sara Matthews
- Cam Gigandet como Stephen
- Danneel Harris como Irene Crew
- Matt Lanter como Jason Tanner
- Aly Michalka como Tracy Long
- Katerina Graham como Kim Johnson
- Cherilyn Wilson como Landi Rham
- Billy Zane como Professor Roberts
- Frances Fisher como Alison Evans
- Tomas Arana como Jeff Evans
- Nina Dobrev como Maria

## Produção
Sonny Mallhi primeiro pensou em rodar o filme em Nova York, mas que acabou por ser rodado em locações na Universidade do Sul da Califórnia em Los Angeles e a Universidade Loyola Marymount. Leighton Meester foi originalmente definida para interpretar Sara, mas foi substituída por Minka Kelly e Leighton interpretou Rebecca. Billy Zane e Frances Fisher tinham atuado juntos em Titanic 13 anos mais cedo, embora neste filme não compartilhavam cenas.

## Lançamento
O lançamento foi previsto para 17 de setembro de 2010, mas foi mudado para o dia 4 de fevereiro de 2011.

## Recepção

### Público e crítica
O público pesquisado pelo CinemaScore deu ao filme uma nota média de "B−" em uma escala de A+ a F
No consenso do agregador de críticas Rotten Tomatoes diz: "Desprovido de calafrios, emoções ou mesmo excitação barata, (...) não é ruim o suficiente para ser bom".  Na pontuação onde a equipe do site categoriza as opiniões da grande mídia e da mídia independente apenas como positivas ou negativas, o filme tem um índice de aprovação de 3% calculado com base em 86 comentários dos críticos. Por comparação, com as mesmas opiniões sendo calculadas usando uma média aritmética ponderada, a nota alcançada é 2,8/10.
Em outro agregador, o Metacritic, que calcula as notas das opiniões usando somente uma média aritmética ponderada de determinados veículos de comunicação em maior parte da grande mídia, tem uma pontuação de 23/100, alcançada com base em 16 avaliações da imprensa anexadas no site, com a indicação de "revisões geralmente desfavoráveis".

### Bilheteria
Abertura em 2,534 cinemas, o filme arrecadou $15.6 milhões de sua semana de estreia para o primeiro lugar nas bilheterias. Sua distribuidora estima que as mulheres com idade inferior a 21 foram responsáveis por dois terços do seu público. No final de seu funcionamento em 2011, o filme arrecadou $37,300,107 nos Estados Unidos e Canadá e $3,192,652 em outros países para um total mundial de $40,492,759.

### Home media
The Roommate foi lançado em Blu-ray Disc, DVD, e download digital na América do Norte em 17 de maio de 2011.

## Prêmios e indicações
Apesar da recepção negativa, The Roommate foi indicado para os prêmios...
| Prêmio                  | Categoria                             | Assunto              | Resultado |
| ----------------------- | ------------------------------------- | -------------------- | --------- |
| MTV Movie Award         | Melhor Performance de Medo            | Minka Kelly          | Indicado  |
| MTV Movie Award         | Melhor Vilã                           | Leighton Meester     | Indicado  |
| 2011 Teen Choice Awards | Choice: Melhor Vilã                   | Leighton Meester     | Indicado  |
| 2011 Teen Choice Awards | Choice: Melhor Cena Feminina de Roubo | Alyson Michalka      | Indicado  |
| 2011 Teen Choice Awards | Choice: Melhor Atriz                  | Minka Kelly          | Indicado  |
| 2011 Teen Choice Awards | Choice: Melhor Ator                   | Cam Gigandet         | Indicado  |
| 2011 Teen Choice Awards | Choice: Melhor Drama                  | Choice: Melhor Drama | Indicado  |

## Controvérsia
Alguns dos cartazes promocionais e displays para o filme usou o prédio da Administração Christy do Southwestern College, em Winfield, Kansas como pano de fundo. A administração da faculdade expressou preocupação de que a permissão para usar a foto do prédio não foi devidamente obtida e está actualmente a investigar a legalidade de seu uso.
As principais preocupações da produção que a imagem do colégio (principalmente a imagem do edifício) poderia ser danificado, enquanto outras preocupações são que a imagem icônica principal da faculdade está sendo usado para a promoção de um empreendimento não relacionado.
Após o sucesso inicial tornar-se realizado quando o filme arrecadou US$15,6 milhões em recibos ao topo nas bilheterias durante o seu fim de semana de estreia nos Estados Unidos, as preocupações continuaram. Por esse tempo, a imagem do edifício tinha sido substituído no site oficial do filme e no material promocional subseqüente. A foto do prédio supostamente foi licenciado pela iStockPhoto com sede em Calgary, Alberta. Em 8 de fevereiro de 2011, nenhuma das ações judiciais foram movidas mas as discussões foram realizadas.
Os alunos da escola estão relatando "sentimentos mistos" sobre o tema - alguns acreditam que ele pode ser útil para a faculdade e outros relatam que eles podem ver como ele pode ser prejudicial para a imagem da escola.